# 臺北市政府產業發展局
臺北市政府產業發展局（簡稱臺北市政府產業局），1967年成立，是臺北市政府所屬的一級機關。

## 歷史
1967年7月1日，臺北市政府升格為院轄市，由民政局劃撥工商管理、農林漁牧管理輔導，及由財政局劃撥市場管理等業務而成立「臺北市政府建設局」，對應機關為臺灣省政府建設廳。臺北市政府建設局成立時下設六科、三個所屬機關，六科分別掌理工商礦業管理輔導、農林漁牧及農會管理監督、市公民營事業監督管理、交通行政及監理、觀光事業發展計畫與家畜農漁產品管理等事項，三個所屬機關為臺北市度量衡檢定所、臺北市家畜疾病防治所、臺北市家畜市場管理處。
1968年7月1日，臺北市監理所成立，隸屬建設局。
1969年3月，臺北市政府建設局第五科改組為臺北市觀光事業管理處，建設局成立臺北市汽車駕駛訓練中心，臺北市各公有零售市場編入建設局編制。
1970年4月，臺北自來水廠、臺北市公共汽車管理處改隸臺北市政府建設局。
1973年5月，臺北市政府交通局成立，臺北市政府建設局交通科與臺北市觀光事業管理處劃入交通局，臺北市公共汽車管理處、臺北市監理所、臺北市汽車駕駛訓練中心改隸交通局。
1974年3月，臺北市政府交通局裁撤，臺北市政府建設局增設第七科與第八科承接交通局業務，交通局所屬之交通機構改隸建設局。
1977年1月，臺北自來水廠改制為臺北自來水事業處，直屬臺北市政府；臺北市政府建設局第五科、建設局第六科與臺北市肉品市場管理處合併成立臺北市市場管理處。
1978年5月，臺北市政府建設局增設第七科。
1988年4月，臺北市政府交通局復設，臺北市政府建設局第五科、第六科、第七科移撥交通局，臺北市公共汽車管理處、臺北市監理處、臺北市汽車駕駛訓練中心、臺北市車輛行車肇事鑑定委員會改隸交通局，原屬建設局第三科主管之水土保持及產業道路業務劃出成立建設局第五科。
1999年1月29日，臺北市議會三讀通過臺北市政府建設局組織規程暨編制表之修正案，建設局組織編制改為五科五室，建設局成立臺北市商業管理處，臺北市家畜衛生檢驗所改為臺北市動物衛生檢驗所；同年7月原建設局所屬臺北市度量衡檢定所，因應經濟部標準檢驗局成立而移撥中央，成為經濟部標準檢驗局第七組。
2007年9月11日，臺北市政府建設局更名為「臺北市政府產業發展局」，建設局五科名稱改為工商服務科、公用事業科、農林漁牧科、坡地保育科、水土保持工程科，建設局增設企劃室、科技產業服務中心，臺北市市場管理處改為臺北市市場處，臺北市商業管理處改為臺北市商業處。
2010年1月28日，臺北市政府產業發展局企劃室改為綜合企劃科，產業發展局農林漁牧科改為農業發展科，產業發展局坡地保育科與水土保持工程科移撥成立臺北市大地工程處，臺北市動物衛生檢驗所改為臺北市動物保護處。
2012年1月18日，臺北市大地工程處改隸臺北市政府工務局。

## 組織
行政單位
- 秘書室
- 人事室
- 會計室
- 資訊室
- 政風室

業務單位
- 綜合企劃科
- 工商服務科
- 公用事業科
- 農業發展科
- 科技產業服務中心

所屬機關
- 臺北市市場處
- 臺北市商業處
- 臺北市動物保護處
  - 臺北市動物之家
  - 迎風狗運動公園
  - 潭美毛寶貝快樂公園

## 歷任局長
臺北市政府建設局局長
- 吳永譽
- 許整備
- 夏漢容
- 林逢慶
- 黃榮峰
- 林聖忠
- 陳雄文

臺北市政府產業發展局局長
| 任次 | 姓名   | 就任時間       | 備註 |
| ---- | ------ | -------------- | ---- |
| 1    | 陳雄文 |                |      |
| 2    | 黃啟瑞 | 2012年2月29日  |      |
| 3    | 林崇傑 | 2014年12月25日 |      |
| 4    | 陳俊安 | 2022年12月25日 | 現任 |

## 外部連結
- 臺北市政府產業發展局 （页面存档备份，存于）（中文）（英文）